# Dipoena grancanariensis
Dipoena grancanariensis là một loài nhện trong họ Theridiidae.
Loài này thuộc chi Dipoena. Dipoena grancanariensis được Jörg Wunderlich miêu tả năm 1987.